# Jakob Sølvhøj
Jakob Sølvhøj (født 12. september 1954 i Helsingør) er en dansk fagforeningsmand og politiker for Enhedslisten, der siden 1970'erne har løst flere tillidshverv og offentlige hverv, indenfor børne- og fagpolitiske områder.
Han er formand for FOA's pædagogiske sektor og blev indvalgt i Folketinget ved valget i 2015. Han genopstillede ikke til Folketingsvalget i 2022.
Sølvhøj har været medlem af Enhedslistens hovedbestyrelse 1995-97 og siden 2012. Han blev første gang opstillet til Folketinget i 1991.
Han er søn af tidligere hofmarskal Hans Sølvhøj.